# بيتر كرايغ
بيتر كرايغ (بالإنجليزية: Peter Craig)‏ (10 نوفمبر 1969، لوس أنجلوس في الولايات المتحدة)؛ ممثل، كاتب سيناريو وروائي أمريكي.

## روابط خارجية
- بيتر كرايغ على موقع IMDb (الإنجليزية)
- بيتر كرايغ على موقع روتن توميتوز (الإنجليزية)
- بيتر كرايغ على موقع ألو سيني (الفرنسية)
- بيتر كرايغ على موقع أول موفي (الإنجليزية)
- بيتر كرايغ على موقع قاعدة بيانات الأفلام السويدية (السويدية)
- بيتر كرايغ على موقع قاعدة بيانات الفيلم (الإنجليزية)
- بيتر كرايغ على موقع كينوبويسك (الروسية)